# Batracomorphus erato
Batracomorphus erato är en insektsart som beskrevs av Knight 1983. Batracomorphus erato ingår i släktet Batracomorphus och familjen dvärgstritar. Inga underarter finns listade i Catalogue of Life.